# Jeanne d’Autremontová
Jeanne d’Autremontová celým jménem Jeanne Marie Nancy d’Autremontová (23. května 1899 Brest – 4. listopadu 1979 Paříž) byla francouzská šachistka. Nejprve hrála v šachovém námořním klubu v Brestu. V roce 1926 se vdala za Luciena Brideta d’Autremonta v Paříži.

## Soutěže jednotlivkyň

### Mistrovství Francie
Třikrát vyhrála francouzské mistrovství žen v šachu, přičemž v samotném turnaji obsadila vždy druhé místo za hráčkou, která neměla francouzské občanství. V letech 1928 a 1929 za Schwartzmannovou a v roce 1932 za Toniniovou. Navíc obsadila v turnaji třetí místo v letech 1927 a 1933.

### Mistrovství světa
V roce 1933 se zúčastnila turnaje o titul mistryně světa v šachu 1933 ve Folkestone, kde skončila sedmá, tedy v podstatě poslední, protože Gisela Harumová pro nemoc k soutěži nenastoupila.
| Rok  | Turnaj                           | Místo      | Body | Partie | Výhry | Remízy | Prohry | Pořadí | Počet účastnic |
| ---- | -------------------------------- | ---------- | ---- | ------ | ----- | ------ | ------ | ------ | -------------- |
| 1933 | 4. mistrovství světa v šachu žen | Folkestone | 5,0  | 14     | 4     | 2      | 8      | 7.     | 8              |